# Jurassic World Alive
Jurassic World Alive è un videogioco di tipo free-to-play basato su realtà aumentata geolocalizzata con GPS, sviluppato da Ludia e co-pubblicato con Universal per i sistemi operativi mobili iOS e Android nel maggio 2018. Il gioco include più di 100 dinosauri alla sua pubblicazione ed altri ancora ne sono stati aggiunti in seguito, come i mammiferi del Cenozoico aggiunti con l'aggiornamento Era dei Mammiferi (Age of Mammals, versione 1.7.25) del 30 aprile 2019. Il titolo è stato pubblicato come primo Paese in Canada il 14 marzo 2018.

## Modalità di gioco
Il 6 marzo 2018 la Universal announciò il lancio imminente di un gioco sullo stile di Pokémon Go intitolato Jurassic World Alive, che avrebbe permesso ai videogiocatori di collezionare dinosauri e di utilizzarli in battaglie contro altri giocatori.
In effetti, le somiglianze tra Jurassic World Alive e il titolo della Niantic sono evidenti: lo scopo del gioco è andare in giro alla ricerca di dinosauri, che compaiono all'interno di una mappa rappresentata esattamente come quella di Pokémon Go, con dati derivati da Google. Nei pressi di un dinosauro è possibile avviare la procedura di cattura (sparando dei dardi da un drone), grazie alla quale è possibile ottenere una certa quantità di DNA corrispondente alla specie di dinosauro in questione per poterla poi riprodurre ed evolvere all'interno della propria collezione. Vi sono dunque due fasi distinte: una più "action" e incentrata sulla cattura e una più riflessiva che consente di potenziare e osservare i dinosauri, con la possibilità di scattare foto e video ai medesimi ma anche metterli alla prova in combattimenti PvP. Inoltre, il gioco permette di mescolare il DNA dei dinosauri per creare ibridi (ovviamente di pura fantasia e mai esistiti realmente).
La possibilità di applicare la realtà aumentata alla modalità fotografica consente peraltro di ottenere risultati divertenti vista l'ottima integrazione tra la computer grafica delle creature e gli sfondi reali che possono esservi applicati.

### Meccanica di cattura
Il meccanismo di cattura è totalmente diverso da quello di Pokémon Go: invece di lanciare pokeball, si tratta di sparare dardi dal drone alla creatura che si trova a terra, cercando di colpire con precisione il bersaglio mobile. Più precisi e numerosi sono i colpi sferrati e maggiore sarà la quantità di DNA raccolto alla fine della sessione, con questo che una volta raggiunta una certa quantità predisposta consente la "cattura" o meglio la ricostruzione del dinosauro all'interno di un'incubatrice. Per avviare una sessione di cattura è necessario possedere abbastanza energia per far volare il drone (rappresentata da un cronometro che raggiunge lo zero) e una sufficiente quantità di dardi, con entrambi gli elementi che possono essere conquistati nel gioco, ricaricati o ottenuti attraverso i vari punti di rifornimento che si trovano in giro per la mappa con funzionamento simile ai PokéStop.

## Creature presenti
Ecco di seguito una lista di tutte le creature:
- Acrocantosauro
- Ailurarcto
- Alanqa
- Albertosauro
- Allosauro
- Allosauro GEN 2
- Amargasauro
- Anchilosauro
- Anchilosauro GEN 2
- Andrewsarco
- Anficione
- Antarctopelta
- Anurognato
- Apatosauro
- Aquila di Haast[10]
- Aquila di Haast GEN 2[10]
- Arambourgiania
- Archaeopteryx
- Archeoterio[11]
- Arctodus
- Arctope
- Argentavis
- Argentinosauro
- Atzegotterige
- Australotitan
- Bajadasauro[12]
- Barionice
- Barionice GEN2
- Beelzebufo
- Blue
- Beta
- Borealopelta
- Brachiosauro
- Brontoterio [13]
- Bumpy
- Caprosuco
- Carbonemys
- Carcarodontosauro
- Carnotauro
- Ceratosauro
- Cervalces
- Charlie
- Coelurosauravus
- Compsognato
- Compsognato GEN2
- Concavenator
- Criolofosauro
- Dakotaraptor
- Darwinopterus
- Dedicuro[14]
- Deinocheiro
- Deinoterio
- Deinonico[10]
- Delta
- Diabloceratopo
- Dilofosauro
- Dilofosauro GEN2
- Dimetrodonte
- Dimetrodonte GEN2
- Dimorfodonte
- Diplocaulo
- Diplocaulo GEN2
- Diplodoco
- Dodo
- Dracorex
- Dracorex GEN2
- Dracovenator

- Dracovenator
- Dreadnoughtus
- Dsungariptero
- Echo
- Edaphosauro[10]
- Edmontosauro
- Einiosauro
- Elasmoterio[13]
- Enocione
- Entelodonte
- Eremoterio[14]
- Erlikosauro
- Erlikosauro GEN2
- Eucladocero
- Euoplocefalo
- Fororaco
- Furba
- Fukuisauro
- Fukuiraptor
- Gallimimo
- Geosternbergia
- Ghost
- Giganotosauro
- Gigantspinosauro
- Giraffatitan
- Gliptodonte
- Gorgonope
- Gorgosauro
- Griposuco
- Homalocephale
- Ichthyovenator
- Iguanodonte
- Inostrancevia
- Irritator
- Irritator GEN2
- Kaprosuco
- Kelenken
- Kentrosauro
- Koolasuco
- Koolasuco GEN2
- Koreanosauro
- Leone marsupiale[13]
- Listrosauro
- Litronace
- Maiasaura
- Majungasauro
- Mammut lanoso[12]
- Masiakasaurus
- Megaloceros[12]
- Megalania
- Megalonice
- Megalosauro
- Megistoterio
- Meiolania[11]
- Microraptor
- Miragaia
- Monolofosauro
- Monolofosauro GEN2
- Moros intrepidus
- Moscops
- Nasutoceratopo
- Nodosauro
- Nomingia
- Nundasuco
- Ofiacodonte

- Olorotitano
- Ouranosauro
- Ornitomimo
- Oviraptor
- Oviraptor GEN2
- Pachicefalosauro
- Panthera
- Panthera blytheae
- Parasaurolofo
- Parasaurolofo lux
- Plateosauro
- Postosuco
- Preondattilo
- Proceratosauro
- Pteranodonte
- Pulmonoscorpio
- Purrusauro
- Purrusauro GEN2
- Pyroraptor
- Pyroraptor GEN2
- Quetzalcoatlo
- Quetzalcoatlo GEN2
- Rajasauro
- Rativates
- Red
- Rinchenia
- Rinoceronte lanoso[12]
- Rexy
- Sarcosuco
- Scafognato
- Scolosauro
- Scutosauro
- Secodontosauro
- Segnosauro
- Sinoceratopo
- Sinosauropteryx
- Sinraptor
- Smilodonte[13]
- Solitario di Rodrigues
- Sonorasauro
- Spinosauro
- Spinosauro GEN2
- Stegoceras
- Stegosauro
- Stegosaurus ungulatus
- Stegouro
- Struziomimo
- Stygimoloch
- Stygimoloch GEN2
- Styracosauro lux
- Sucomimo
- Tanicolagreo
- Tarbosauro
- Tenontosauro
- Therizinosauro
- Tiger
- Tirannosauro
- Tirannosauro GEN2
- Tirannosauro Classico del '93
- Titanoboa[15]
- Titanoboa GEN 2[15]
- Toro
- Tsintaosauro
- Triceratopo
- Triceratopo GEN2
- Troodonte
- Tuojiangosauro
- Tupandattilo
- Utahraptor
- Vectispinus
- Velociraptor
- Wuerhosauro
- Yutyrannus
- Yuxisauro

### Ibridi
Gli ibridi sono dinosauri creati artificialmente combinando il DNA di due creature appartenenti a specie diverse; per poter essere incrociati, i dinosauri in questione devono essere di livello molto alto (differente a seconda degli ibridi, ma sempre e comunque superiore al 5 e fino a 30).
- Acrocantopo (Arctope + Acrocantosauro)
- Alanchilosauro (Alanqa + Anchilosauro GEN 2)
- Allodrigues  (Solitario di Rodrigues + Alloraptor)
- Alloraptor (Allosauro GEN 2 + Delta)
- Allosinosauro (Allosauro + Sinoceratopo)
- Amargocefalo (Amargasauro + Euoplocefalo)
- Anchilocodonte (Anchilosauro GEN 2 + Ofiacodonte)
- Anchintrosauro (Anchilosauro + Kentrosauro)
- Ardentismaxima (Brachiosauro + Ardontosauro)
- Ardontosauro (Argentinosauro + Secodontosauro)
- Brontolasmo (Elasmoterio + Brontoterio)
- Carbotoceratopo (Carbonemys + Nasutoceratopo)
- Carnotarko (Wuerhosauro + Purrutauro)
- Coelhaast (Coelurosauravus + Aquila di Haast)
- Darwezopteryx (Darwinoptero + Atzegotterige)
- Dilofoboa (Titanoboa + Dilofosauro GEN 2)
- Diloracheiro (Diloranosauro + Deinocheiro)
- Diloranosauro (Dilofosauro + Ouranosauro)
- Dimodactilo (Dimorfodonte + Tupandattilo)
- Diorajasauro (Rajachilosauro + Tuojiangosauro)
- Diplotator (Diplocaulo + Irritator GEN 2)
- Diplovenator (Diplocaulo GEN 2 + Concavenator)
- Dracoceratopo (Dracorex GEN 2 + Triceratopo GEN 2)
- Dracoceratosauro (Dracoceratopo + Proceratosauro)
- Dsungaia (Dsungariptero + Miragaia)
- Dsungascorpio(Dsungaia + Pulmonoscorpio)
- Edaphocevia (Inostrancevia + Edaphosauro)

- Edmontoguanodonte	(Edmontosauro + Iguanodonte)
- Einiasuco	(Einiosauro + Nundasuco)
- Entelocops (Moscops + Entelodonte)
- Entelomut (Entelodonte + Mammut lanoso)
- Erlidominus (Erlikosauro + Indominus rex)
- Forusaura (Fororaco + Maiasaura)
- Geminititano (Diplodoco + Koolaburgiana)
- Gigaspikasauro (Nodopatosauro + Amargasauro)
- Gorgosuco (Gorgosauro + Caprosuco)
- Grylenken (Kelenken + Griposuco)
- Gripolito (Griposuco + Purrolito)
- Indominus rex (Tirannosauro + Velociraptor)
- Indominus rex GEN 2 (Tironnosauro GEN 2 + Echo)
- Indoraptor (Indominus rex + Velociraptor)
- Indoraptor GEN 2 (Indominus rex GEN 2 + Blue)
- Inosterio (Inostrancevia + Archeoterio)
- Keratoporco (Archeoterio + Rinoceronte lanoso)
- Koolaburgiana (Arambourgiania + Koolasuco GEN 2)
- Magnapyritor (Pyrritator + Dimetrodonte)
- Majundaboa (Titanoboa GEN 2 + Majundasuco)
- Majundasuco (Majungasauro + Nundasuco)
- Mammolania (Mammuterio + Meiolania)
- Mammuterio (Elasmoterio + Mammut lanoso)
- Megalosuco (Gorgosuco + Megalosauro)
- Monolometrodonte (Dimetrodonte GEN 2 + Monolofosauro GEN 2)
- Monolorino (Rinoceronte lanoso + Monolometrodonte)

- Monomimo (Gallimimo + Monolofosauro)
- Monostegotopo (Stegoceratopo + Monolofosauro)
- Nodopatasauro (Nodosauro + Apatasauro)
- Nodopatotitano (Nodopatosauro + Giraffatitan)
- Postimetrodonte (Postosuco + Dimetrodonte)
- Procerathomimo (Proceratosauro + Ornitomimo)
- Pteraquetzal (Pteranodonte + Quetzalcoatlo)
- Pterovexus (Darwinopterus + Monomimo)
- Purrolito (Purussauro GEN 2 + Litronace)
- Purrutauro (Carnotauro + Purrusauro)
- Pyrritator (Pyroraptor + Spinosauro)
- Sarcorixis (Sarcosuco + Einiasuco)
- Smilocefalosauro (Smilodonte + Pachicefalosauro)
- Smilonemys (Smilocefalosauro + Carbonemys)
- Spinoconstrictor (Dilofoboa + Spinosauro)
- Spinotahraptor (Spinosauro + Utahraptor)
- Spinotasuco (Spinotahraptor + Caprosuco)
- Stegoceratopo (Stegosauro + Triceratopo)
- Stegodeo (Stegosauro + Nodopatosauro)
- Stygidaryx (Darwezopteryx + Stygimoloch GEN 2)
- Sucotator (Sucomimo + Irritator GEN 2)
- Testacornibus (Eucladocero + Carbotocerato)
- Tilacotator (Leone marsupiale + Sucotator)
- Tryostronix (Barionice + Postimetrodonte)
- Utarinex (Utasinoraptor + Dracorex)
- Utasinoraptor (Utahraptor + Sinoceratopo)

## Accoglienza
| Testata                         | Giudizio |
| ------------------------------- | -------- |
| Metacritic (media al 20-6-2019) | 58 %     |
| Multiplayer.it                  | 6,7/10   |

Le recensioni aggregate di Jurassic World Alive sul sito Metacritic hanno assegnato al videogioco un punteggio medio del 58% basato su 5 recensioni professionali e un voto di 6,6 su 7 recensioni del pubblico.
La testata giornalistica online italiana Multiplayer.it ha lodato soprattutto l'interessante soluzione per la cattura dei dinosauri e la buona gestione delle creature, notando tuttavia qualche incertezza sulla stabilità, il fatto che il "pay-to-win" emerga sotto la facciata e che sia derivativo in ogni suo elemento: